# 498
Năm 498 là một năm trong lịch Julius.